# Шарп, Кевин
Ке́вин Фи́лип Шарп (англ. Kevin Philip Sharp; род. 19 сентября 1974, Сарния, Онтарио) — английский футболист, выступавший на позиции защитника, позднее тренер. Известен по выступлениям за клуб «Уиган Атлетик».

## Карьера
Родился в Сарнии в канадской провинции Онтарио. В 14 лет перебрался в Англию, где занимался в Lilleshall Hall National Sports Centre. В 1991 году был приглашен в академию клуба «Осер» легендарного Ги Ру, где играл вместе с Бернаром Диомедом и Аленом Гома. В 1992 году Кевином заинтересовались сразу три английских клуба «Эвертон», «Арсенал» и «Лидс Юнайтед», проходил осмотр в «Эвертоне» и очень понравился тренеру Ховарду Кендаллу, но клубы не смогли договориться о цене. Позже вместе с Джейми Форрестером переходит в «Лидс Юнайтед» за 60 тысяч фунтов стерлингов.
Вначале считался очень перспективным игроком, но так и не смог пробиться в основной состав, а с приходом Иана Харта был продан за 100 тысяч фунтов стерлингов в клуб «Уиган Атлетик».
В клубе «Уиган Атлетик» выступал до 2001 года, провел 179 матче, забил 10 мячей и помог победить в Третьем дивизионе в 1997 и Трофее футбольной лиги в 1999 году. В 2001 году расторгает контракт с клубом по взаимной договорённости, в последнем сезоне он отыграл мало матчей и никак не мог набрать оптимальную форму.
В ноябре 2001 года заключает контракт с «Рексем». Провел за валлийский клуб 15 матчей и не смог помочь команде спастись от вылета из Второго дивизиона.
В августе 2002 года на правах свободного агента переходит в клуб «Хаддерсфилд Таун», Шарп регулярно выступал в основном составе, провел 39 матчей и вновь не помог спастись клубу от вылета из Второго дивизиона. В 2003 году вновь переходит в клуб Второго дивизиона «Сканторп Юнайтед». В клубе проводит 2 сезона, 46 матчей, забивает 2 гола и помогает занять 2 место во Второй футбольной лиге, но сыграть уровнем выше с «Хаддерсфилд» ему было не суждено, руководство решило расторгнуть контракт с Кевином.
В начале сезона 2005/06 заключает контракт с клубом «Шрусбери Таун», где тренер Гэри Питерс сразу назначил его капитаном команды. Но из-за невыразительной игры и конфликта с фанатами, Шарп покинул команду в конце сезона. Всего за клуб провел 30 матчей и забил один гол.
Позднее играл в клубах «Гайзли», шотландском «Гамильтон Академикал», «Нортуич Виктория» и «Харрогейт Таун».

### Международная карьера
В составе сборной Англии до 18 лет одержал победу в Чемпионате Европы (до 18 лет).

### Тренерская карьера
В 2007 году присоединился к клубу «Нортуич Виктория» в качестве играющего тренера. В июне 2009 года был назначен играющим помощником главного тренера в клубе «Харрогейт Таун». С 2010 по 2011 год тренировал молодёжь в клубе «Уиган Атлетик». С марта 2011 года работает футбольным консультантом в компании First E11even. Имеет тренерскую лицензию категории В.

## Достижения
- Чемпион Третий дивизион Футбольной лиги: (1997)
- Победитель Трофей Футбольной лиги: (1998/99)
- Второе место Вторая Футбольная лига Англии: (2005/06)
- Чемпион Чемпионата Европы (до 18 лет): (1993)